# 松尾善雄
松尾 善雄（まつお よしお、1946年4月9日 - ）は、日本の作曲家。主に吹奏楽編成の楽曲、中でも全日本吹奏楽コンクールの課題曲を多く作曲していることで知られる。

## 人物・来歴
高知県生まれ。
「日本スーザ協会」会員。松尾の楽曲のうち、よく知られた作品の大半は行進曲である。
作曲集団「風の会」会員。笹川賞や下谷賞受賞作多数。
「21世紀の吹奏楽"饗宴"実行委員会」会員。
千葉県浦安市在住。

## 主要作品

### 吹奏楽曲
- ゴールデン・ライト・マーチ
- コンサート・マーチ 「シャイニング・グリーン」
- マーチ「シャイニング・ブルー」
- マーチ「薫風」
- 行進曲「虹のステップ」
- 行進曲「青春」 (1984年度笹川賞創作曲コンクール吹奏楽部門1位)
- マーチ「オーシャン・ブルー」 (1988年度笹川賞創作曲コンクール吹奏楽部門1位)
- LET'S MARCH! (1991年度笹川賞創作曲コンクール吹奏楽部門2位)
- 光る風 (1992年度笹川賞創作曲コンクール吹奏楽部門3位)
- マーチ「黒潮」 (1993年度笹川賞創作曲コンクール吹奏楽部門1位)
- フレンドシップ・マーチ (1986年度下谷賞行進曲部門佳作)
- 若い風(1987年度下谷賞行進曲部門)
- サンキュー・ベリー・マーチ (1992年度下谷賞行進曲部門)
- グリーン・ハーモニー (1993年度下谷賞行進曲部門)
- スノー・クリスタル・マーチ (1994年度下谷賞行進曲部門佳作)
- マーチ「グッドバイ！サンセット」 (1996年度下谷賞行進曲部門佳作)
- コンサート・マーチ「未来都市」 (1998年度下谷賞行進曲部門佳作)
- 平安京幻影 (1999年度下谷賞小編成のための編作曲作品部門)
- March "Step By Step" (2000年度下谷賞行進曲部門佳作)
- 三つのクレヨン画 (2003年度下谷賞吹奏楽曲部門佳作)
- マーチ「ハロー！サンシャイン」（1987年度課題曲）
- そよ風のマーチ（1991年度課題曲）
- クロマティック・プリズム（1996年度課題曲）
- 童夢（第8回朝日作曲賞/1998年度課題曲）
- 行進曲「虹色の風」（2003年度課題曲）
- パクス・ロマーナ（第15回朝日作曲賞/2005年度課題曲）
- ナジム・アラビー（2007年度課題曲）
- コンサート・マーチ「未来都市」（第3回「響宴」参加[1][2]）
- 行進曲「風のハーモニー」（箕面市青少年吹奏楽団創立10周年記念委嘱作品、第8回「響宴」参加[3][4][2]）
- 行進曲「明日への絆」（第15回「響宴」委嘱作品[5][2]）

他
※「○○年度課題曲」とあるものは、当該年度の全日本吹奏楽コンクールの課題曲であることを表す。

### 合唱曲
- 天使の羽のマーチ（NHKみんなのうた/1984年初回放送）